# Dichotomius hempeli
Dichotomius hempeli là một loài bọ cánh cứng trong họ Bọ hung (Scarabaeidae).